# Samowar (Zeitschrift)
Die Zeitschrift Samowar (russ. Самовар) war eine europaweit vertriebene satirische Zeitschrift, die sich an die Deutschrussen wendete. Sie erschien in insgesamt 128 monatlichen Ausgaben von März 1997 bis Oktober 2007.

## Namensgebung
Die Zeitschrift wurde nach der russischen Teemaschine Samowar benannt.

## Geschichte
Die Idee einer russischsprachigen Zeitschrift für die in Deutschland lebenden Spätaussiedler aus den GUS-Staaten hatte eine Einwandererfamilie aus Kasachstan, die 1994 nach Deutschland gekommen war.
Nach einer ersten Testphase wurde im Herbst des Jahres 1996 der erste unveröffentlichte Entwurf und der Vorläufer der heutigen Zeitschrift entwickelt, welcher spontan auf den Namen Basar (persisch: Markt) getauft wurde.
Im Dezember 1996 einigte sich man auf Samowar und registrierte den Verlag, so dass im März 1997 die erste Ausgabe der Zeitschrift öffentlich erscheinen konnte. Zu der Zeit hatte die Zeitschrift 32 Seiten und kostete 2,90 DM.
Die Zeitschrift erschien bundesweit. Jedoch wurde ein besonderer Fokus auf russische Läden und Flughäfen gelegt, um die Zielgruppe – die Deutschrussen – gezielt ansprechen zu können.
Bei einer in den darauffolgenden Jahren stets ansteigenden Abonnenten-Zahl, wollte die Zeitschrift Samowar erstmals durch Messen auf sich aufmerksam machen.
In Zusammenarbeit mit dem Deutschen Roten Kreuz präsentierte Chefredakteur E. Fröse am 28. April 2001 in ihre satirischen Werke im Rahmen einer Ausstellung. Das Motto des Abends war: „Humor hilft…“.
Diese Veranstaltung wurde auch von Deutschen rege besucht und verzeichnete einen Erfolg.
Im November 2001 gab es nach dem Erfolg eine weitere Ausstellung von Chefredakteur E. Fröse. Diesmal im Jugendzentrum Das Neue Haus der Stadt und mit dem Motto Russische Pfannkuchen auf deutscher Pfanne.
Im Januar 2002 entschied man sich, aufgrund der Einführung des Euro, die Zeitschrift über die Bundesrepublik Deutschland hinaus zu vertreiben. Somit erschien die Zeitschrift nun auch offiziell in Österreich, Belgien und in den Niederlanden. Vereinzelt war sie auch in Frankreich oder in Italien zu finden.
Aufgrund des Erfolgs der ersten beiden Karikaturenausstellungen im Jahre 2001 stellte Chefredakteur Fröse im Mai 2004 einen Stand in der Messehalle von Bad Salzuflen auf. Auch diese Veranstaltung war von großem Erfolg geprägt.
Am 18. Oktober 2007 wurde beschlossen, die Herausgabe der Zeitschrift mit der Oktoberausgabe einzustellen.
Im Januar 2008 wurde die Zeitschrift teilweise von einem anderen Herausgeber – unter anderem Namen und anderem Layout – übernommen.

## Informationen
Die letztmalige Auflage betrug im Oktober 2007 etwa 12.000 Stück. Die Verkaufsstellen waren meistens Bahnhöfe, russische Läden und Flughäfen. Der Preis betrug 2,30 EUR in Deutschland (2,40 EUR im Ausland).
Die Zeitschrift war von 1997 bis 1999 meist 32 Seiten stark, von 1999 bis 2004 stieg die Seitenanzahl auf 48 an, ehe sie in der Zeitspanne von 2004 bis Anfang 2006 mit 56 Seiten ihren Höchststand erreichte. Ab Anfang 2006 bis zum Produktionsende im Oktober 2007 wurde die Seitenanzahl auf 36 gesenkt.
Die Inhalte der Zeitschrift standen meist mit dem alltäglichen Leben russlanddeutscher Immigranten in Verbindung. So gab es neben satirischer Wiedergabe von politischen Ereignissen in Deutschland, in Europa und in der Welt auch nützliche Tipps für den russlanddeutschen Alltag, wobei natürlich auch Kreuzworträtsel und spannende Erzählungen – wie etwa Krimis – eine große Rolle spielten.
Gedruckt wurde die Zeitschrift von März 1997 bis März 2007 im polnischen Stettin und von April 2007 bis Oktober 2007 im tschechischen Ostrau.